# Юра (Вельский район)
Юра — железнодорожная станция (тип населённого пункта) в Вельском районе Архангельской области. Входит в состав Верхнешоношского сельского поселения.

## География
Населённый пункт расположен в южной части области на расстоянии примерно в 51 километре по прямой к северо-западу от районного центра Вельска.

## Население
| 2002 | 2010 | 2012 | 2014 |
| ---- | ---- | ---- | ---- |
| 41   | ↘15  | ↗30  | ↘22  |

Национальный состав
Согласно результатам переписи 2002 года, в национальной структуре населения русские составляли 100 % из 41 чел..